# Totems
Totems es una serie de televisión francesa de ocho episodios creada por Olivier Dujols y Juliette Soubrier. Durante su rodaje participaron tres directores, Jérôme Salle, Antoine Blossier y Frédéric Jardin.
La serie ha sido producida por Gaumont y se transmite en Prime Video desde el 18 de febrero de 2022.
El rodaje tuvo lugar en París y diversos lugares de Europa central, especialmente Praga.
En octubre de 2021, Totems figuró como una de las 10 series en competición participantes en el festival Canneseries. 

## Sinopsis
En 1965, en plena Guerra Fría, Francis Mareuil (Niels Schneider), un ingeniero aeroespacial francés, comienza a trabajar como espía. Mientras colabora con los servicios secretos franceses y la CIA, conoce a Lyudmila Goloubeva (Vera Kolesnikova), una pianista obligada a trabajar para la KGB. Un romance se desarrolla entre ellos, pero ¿son sinceros sus sentimientos?

## Reparto y personajes
- Niels Schneider: Francis Mareuil
- Vera Kolesnikova: Lyudmila Goloubeva
- José Garcia: Virgile
- Lambert Wilson: Charles Contignet
- Ana Girardot: Anne Mareuil
- Alexeï Gouskov: Boris Golubev
- Mikhail Gorevoy: Dimitri Yemeline
- Tim Ahern: Larry Goldstein
- Jules Dhios Francisco: Paul Mareuil
- Klez Brandar: espía de la CIA
- Daniela Hirsh: Hortense
- David Bowles: Fabien
- Surho Sugaipov: Yuri Melia
- Eden Ducourant: Martine